# 플레이하우스
《플레이하우스》(영어: Playhouse)는 2018년 방영된 필리핀의 드라마이다.